# Monterrey Challenger 2022
Il Monterrey Challenger 2022 è stato un torneo maschile di tennis professionistico. È stata la 12ª edizione del torneo, facente parte della categoria Challenger 100 nell'ambito dell'ATP Challenger Tour 2022. Si è tenuto dal 7 al 13 marzo 2022 sui campi in cemento di Monterrey, in Messico.

## Partecipanti

### Teste di serie
| Nazionalità   | Giocatore            | Ranking* | Testa di serie |
| ------------- | -------------------- | -------- | -------------- |
| Spagna        | Fernando Verdasco    | 153      | 1              |
| Regno Unito   | Jay Clarke           | 173      | 2              |
| Taipei cinese | Jason Jung           | 218      | 3              |
| Germania      | Cedrik-Marcel Stebe  | 222      | 4              |
| Argentina     | Juan Pablo Ficovich  | 227      | 5              |
| Francia       | Maxime Janvier       | 239      | 6              |
| India         | Prajnesh Gunneswaran | 246      | 7              |
| Francia       | Geoffrey Blancaneaux | 247      | 8              |

* Ranking al 28 febbraio 2022.

### Altri partecipanti
I seguenti giocatori hanno ricevuto una wild card per il tabellone principale:
- Ryan Harrison
- Milledge Cossu
- Alex Hernández

I seguenti giocatori sono entrati in tabellone con il ranking protetto:
- Li Zhe
- Rubin Statham
- Gō Soeda
- Ulises Blanch

I seguenti giocatori sono passati dalle qualificazioni:
- Aleksandar Kovacevic
- William Blumberg
- Evan Zhu
- Sho Shimabukuro
- Strong Kirchheimer
- Naoki Nakagawa

## Campioni

### Singolare
Fernando Verdasco ha sconfitto in finale  Prajnesh Gunneswaran per 4–6, 6–3, 7–6(3).

### Doppio
Hans Hach Verdugo /  Austin Krajicek hanno sconfitto in finale  Robert Galloway /  John-Patrick Smith per 6–0, 6–3.